# 11. duben
11. duben je 101. den roku podle gregoriánského kalendáře (102. v přestupném roce). Do konce roku zbývá 264 dní. Svátek má Izabela.

## Události

### Česko
- 1549 – Jiří Melantrich z Aventina dokončil tisk prvního vydání své Bible, později známé jako Bible Melantrichova či Melantriška.
- 1939 – Na Moravě zahájena výstavba Exteritoriální dálnice Vídeň–Vratislav, která odčerpala velkou část inženýrských a dělnických kapacit z Protektorátu a nepřímo zavinila trvalý postav na stavbě Česko-slovenské dálnice.
- 1964 – AZNP Mladá Boleslav vyrobily poslední dvoudveřový vůz typové řady Škoda Octavia, aby za několik dní zahájily sériovou výrobu nového osobního vozu Škoda 1000 MB.
- 2008 – Tragická srážka dvou tramvají ve Vřesině na Ostravsku. 3 mrtví a více než 50 zraněných.

### Svět
- 1241 – V bitvě u Mohi bylo uherské vojsko drtivě poraženo mongolským vojskem pod vedením chána Bátúa.
- 1506 – Byl položen základní kámen pro baziliku Sv. Petra pod patronací papeže Julia II.
- 1579 – Nizozemské město Venlo se přidalo k Utrechtské unii.
- 1580 – Nizozemské město Drenthe se přidalo k Utrechtské unii.
- 1677 – V bitvě u Montcasselu porazila francouzská armáda nizozemskou armádu prince Viléma III. Oranžského
- 1689 – Marie II. Stuartovna a Vilém III. Oranžský byli korunování jako panovníci Anglie.
- 1713 – Utrechtský mír podepsali Francie a Španělsko na jedné straně a Velká Británie, Nizozemsko, Portugalsko, Savojsko a Prusko.
- 1727 – První provedení Matoušových pašijí Johanna Sebastiana Bacha.
- 1792 – Ve Francii byla poprvé použita gilotina.
- 1814 – Napoleon Bonaparte se na nátlak svých generálů vzdal koalici spojenců a následně byl spolu s tisícovkou svých gardistů poslán do vyhnanství na ostrov Elba.
- 1868 – V Japonsku zrušili šogunáty.
- 1899 – Spojené státy americké připojily mezi svá teritoria (nezačleněná území) Guam a Portoriko.
- 1902 – Enrico Caruso nahrál svou první gramofonovou nahrávku v Miláně.
- 1915 – Premiéra němého filmu Charlie Chaplina Tulák.
- 1919 – Byla založena Mezinárodní organizace práce.
- 1945 – Americká armáda osvobodila koncentrační tábor Buchenwald.
- 1963 – Papež Jan XXIII. vydal encykliku Pacem in terris (Mír na zemi).
- 1970
  - Z mysu Canaveral na Floridě odstartovala kosmická loď Apollo 13. Při cestě k Měsíci došlo k výbuchu jedné z nádrží se stlačeným kyslíkem, a loď byla nucena uskutečnit předčasný návrat na Zemi (17. dubna 1970).
  - Paul McCartney oznámil, že odchází od Beatles, a nejslavnější hudební skupina se rozpadla.
- 2005
  - První společná izraelsko-palestinská rozhlasová stanice „Hlas míru“ zahájila vysílání ze studia v Izraelem okupovaném Východním Jeruzalémě. Stanici založili izraelští a palestinští míroví aktivisté.
  - Při zřícení devítipatrové textilní továrny v Bangladéši zahynulo nejméně 73 lidí.
- 2018 – Při havárii letounu Iljušin-76TD alžírského letectva zahynulo všech 257 osob na palubě.

## Narození

### Česko

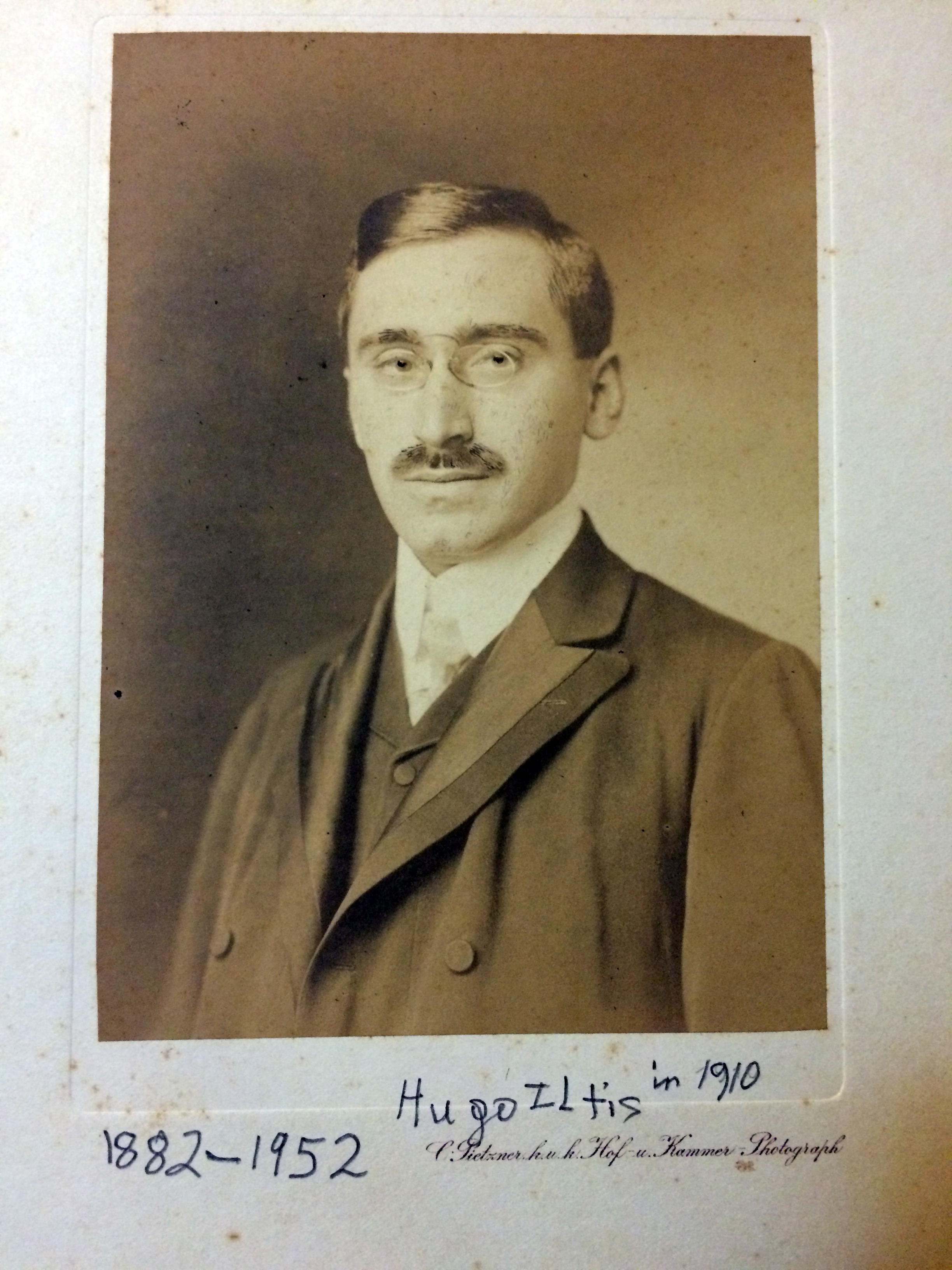
Hugo Iltis (* 1882)

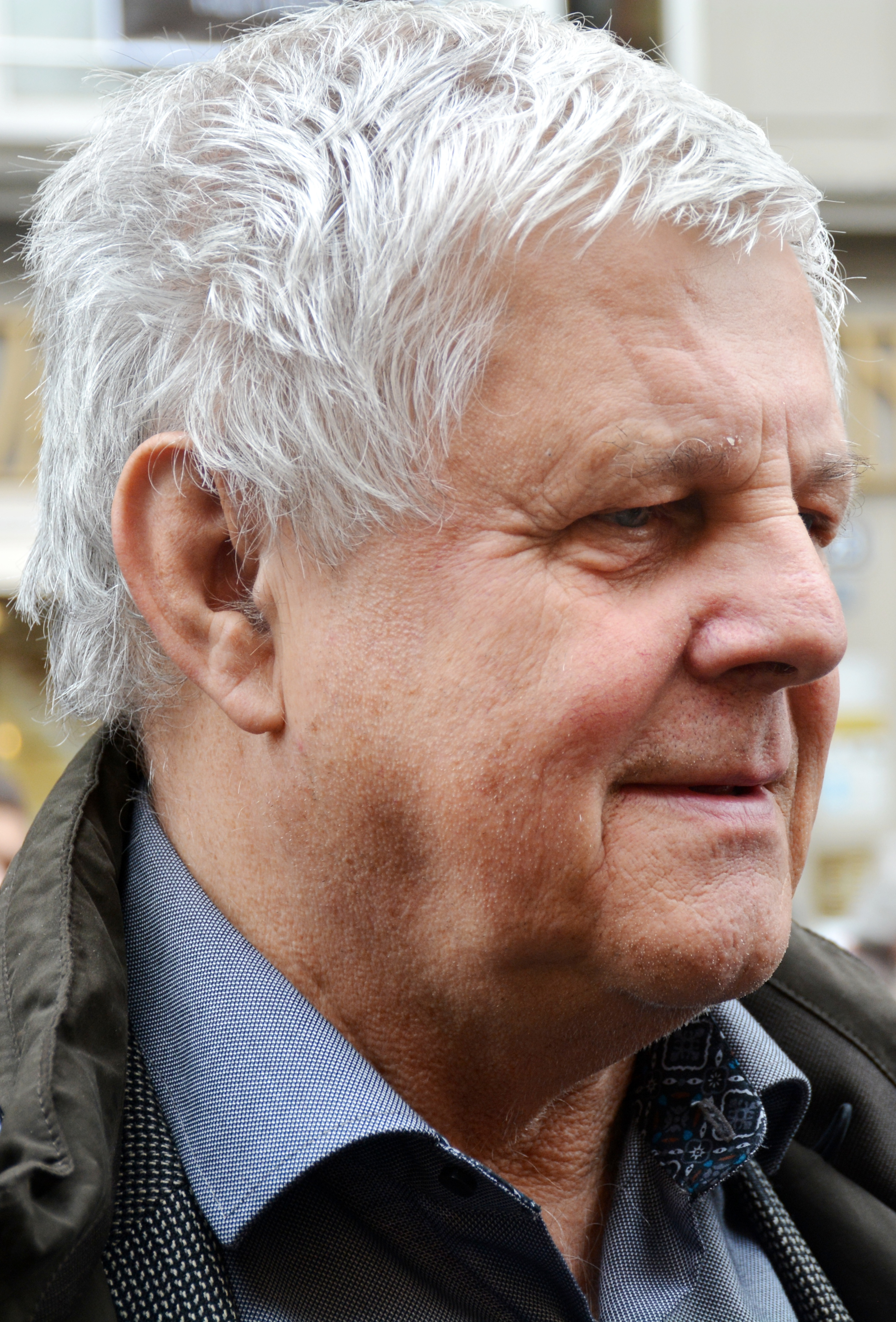
Karel Steigerwald (* 1945)

- 1569 – Jiří Carolides z Karlsperka, humanista a básník († 21. října 1612)
- 1708 – Ferdinand Bonaventura II. Antonín hrabě z Harrachu, rakousko-český politik a diplomat († 28. ledna 1778)
- 1721 – David Zeisberger, kazatel, misionář v Severní Americe († 17. listopadu 1808)
- 1730 – Josef Kramolín, malíř († 27. dubna 1802)
- 1769 – František Vladislav Hek, buditel, spisovatel a předobraz známé Jiráskovy literární postavy F. L. Věka († 4. září 1847)
- 1800 – Jan Rudolf Kutschker, rakousko-moravský teolog a arcibiskup († 27. ledna 1881)
- 1803 – Christian d’Elvert, politik a historik († 23. ledna 1896)
- 1819 – David Kuh, novinář († 26. ledna 1879)
- 1821 – František Čupr, filozof, pedagog a politik († 28. června 1882)
- 1840 – Josef Schulz, architekt († 15. července 1917)
- 1874 – Vilém Bitnar, historik a spisovatel († 12. října 1948)
- 1875 – Jindřich Máslo, hudební pedagog a skladatel († 22. června 1964)
- 1882 – Hugo Iltis, česko-americký biolog († 22. června 1952)
- 1885 – Hugo Vojta, generál († 28. září 1941)
- 1887
  - Vojtěch Martínek, spisovatel († 25. dubna 1960)
  - Míla Pačová, herečka († 20. března 1957)
- 1894 – Lev Blatný, spisovatel a divadelník († 21. června 1930)
- 1902 – František Alexander Elstner, cestovatel a spisovatel († 8. září 1974)
- 1906 – Rudolf Hanych, malíř († 28. března 1994)
- 1908 – Karel Ančerl, dirigent světové pověsti († 3. července 1973)
- 1909
  - Jaroslav Pecháček, prozaik, výtvarník a publicista († 22. března 1984)
  - Felix Vodička, literární historik († 5. ledna 1974)
- 1923
  - Harry Macourek, dirigent, sbormistr a skladatel († 13. ledna 1992)
  - Jiří Křeček, patofyziolog († 30. ledna 2014)
- 1924
  - Jaroslav Opat, filozof a historik († 14. července 2015)
  - Emanuel Macek, bibliograf († 27. března 1997)
- 1926 – Leo Sotorník, gymnasta, olympionik († 14. března 1998)
- 1930 – Miloň Novotný, reportážní fotograf († 9. srpna 1992)
- 1931 – Ota Koval, režisér, scenárista a herec († 14. srpna 1981)
- 1935 – Jaroslav Vávra, ministr stavebnictví ČSSR
- 1938 – Pavel Pípal, divadelní a filmový herec a dabér († 15. prosince 2012)
- 1944 – Zdeněk Rytíř, textař, hudební skladatel, hudebník († 2. října 2013)
- 1945
  - Jan Bauer, novinář a spisovatel
  - Jaroslav Malina, sociokulturní antropolog, archeolog a spisovatel
  - Karel Steigerwald, scenárista, dramatik a publicista
- 1948 – Eduard Zeman, ministr školství († 25. června 2017)
- 1950 – Jiří Novák, ministr spravedlnosti České republiky
- 1951 – Boris Masník, trikový výtvarník a supervizor filmových efektů
- 1952
  - Ladislav Bareš, egyptolog a arabista
  - Jiří Králík, hokejový brankář
- 1979 – Michal Novotný, herec a komik
- 1986 – Lipo, rapper
- 1996 – Tereza Mašková, zpěvačka
- 1997 – Miriam Škoch, rozená Kolodziejová, tenistka

### Svět

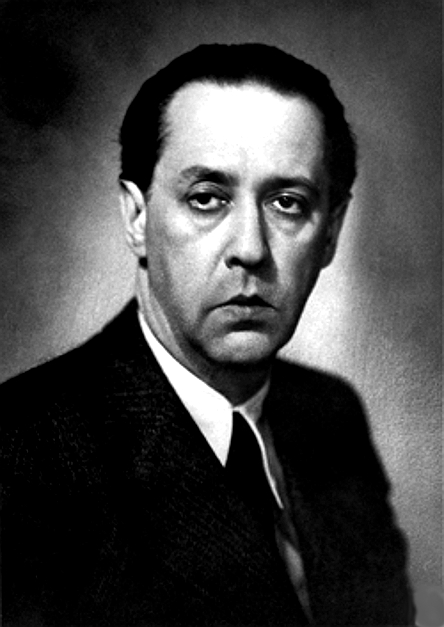
Sándor Márai (* 1900)

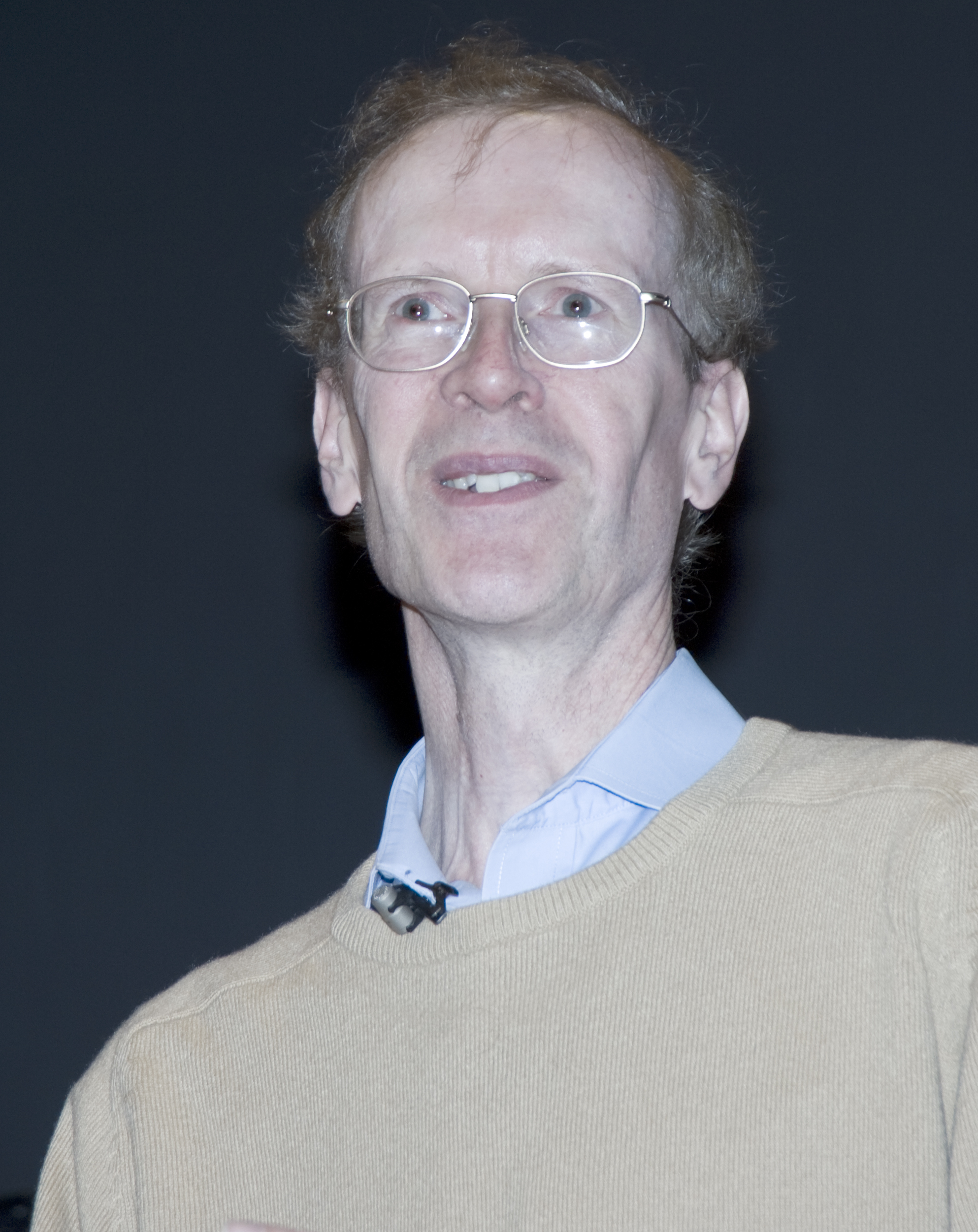
Andrew Wiles (* 1953)

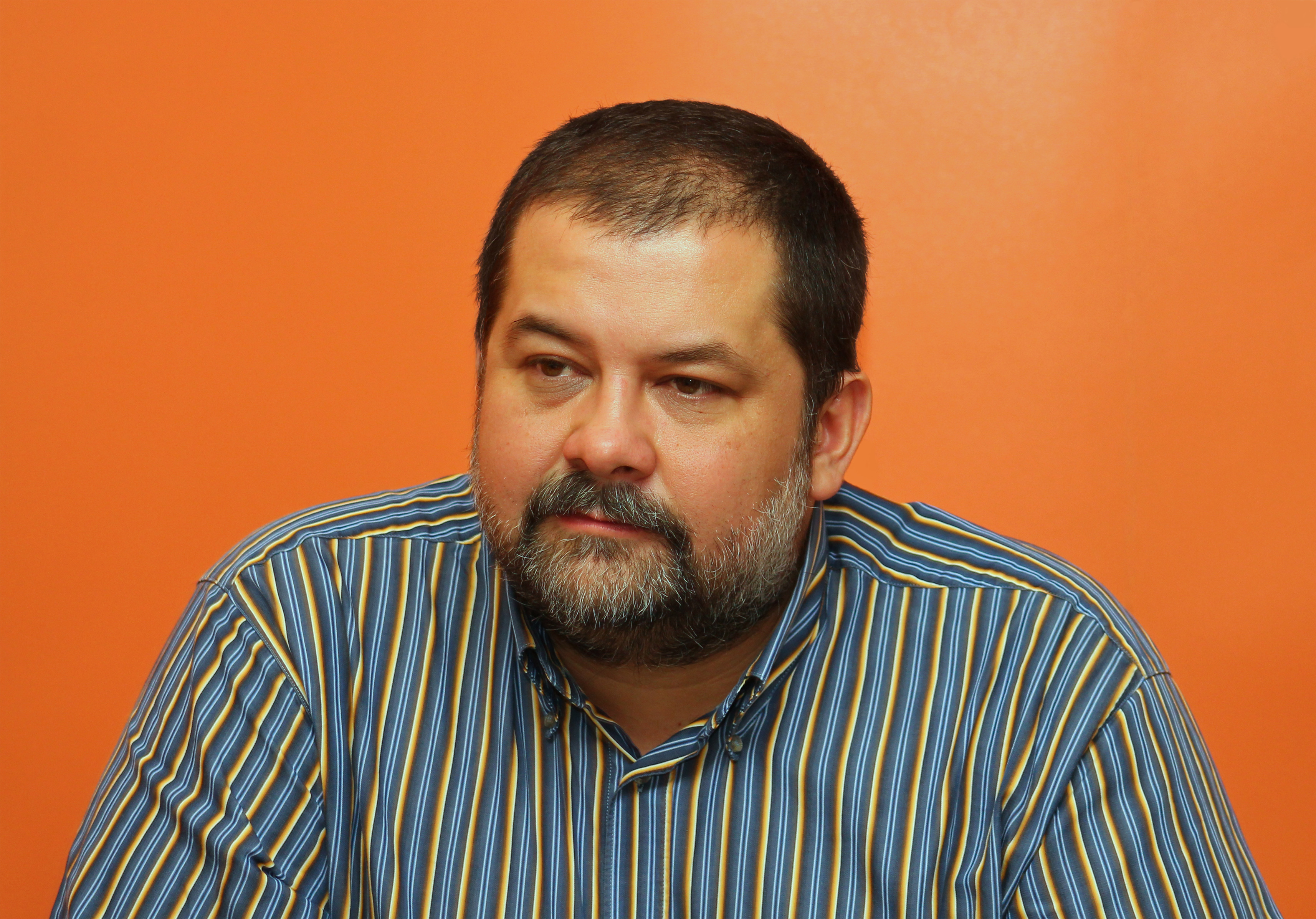
Sergej Lukjaněnko (* 1968)

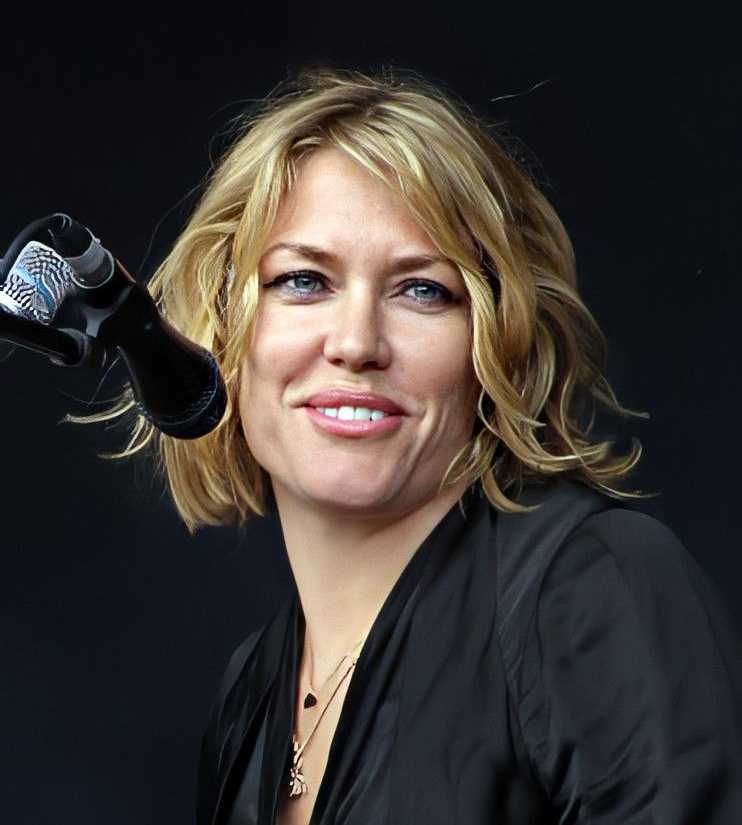
Cerys Matthewsová (* 1969)

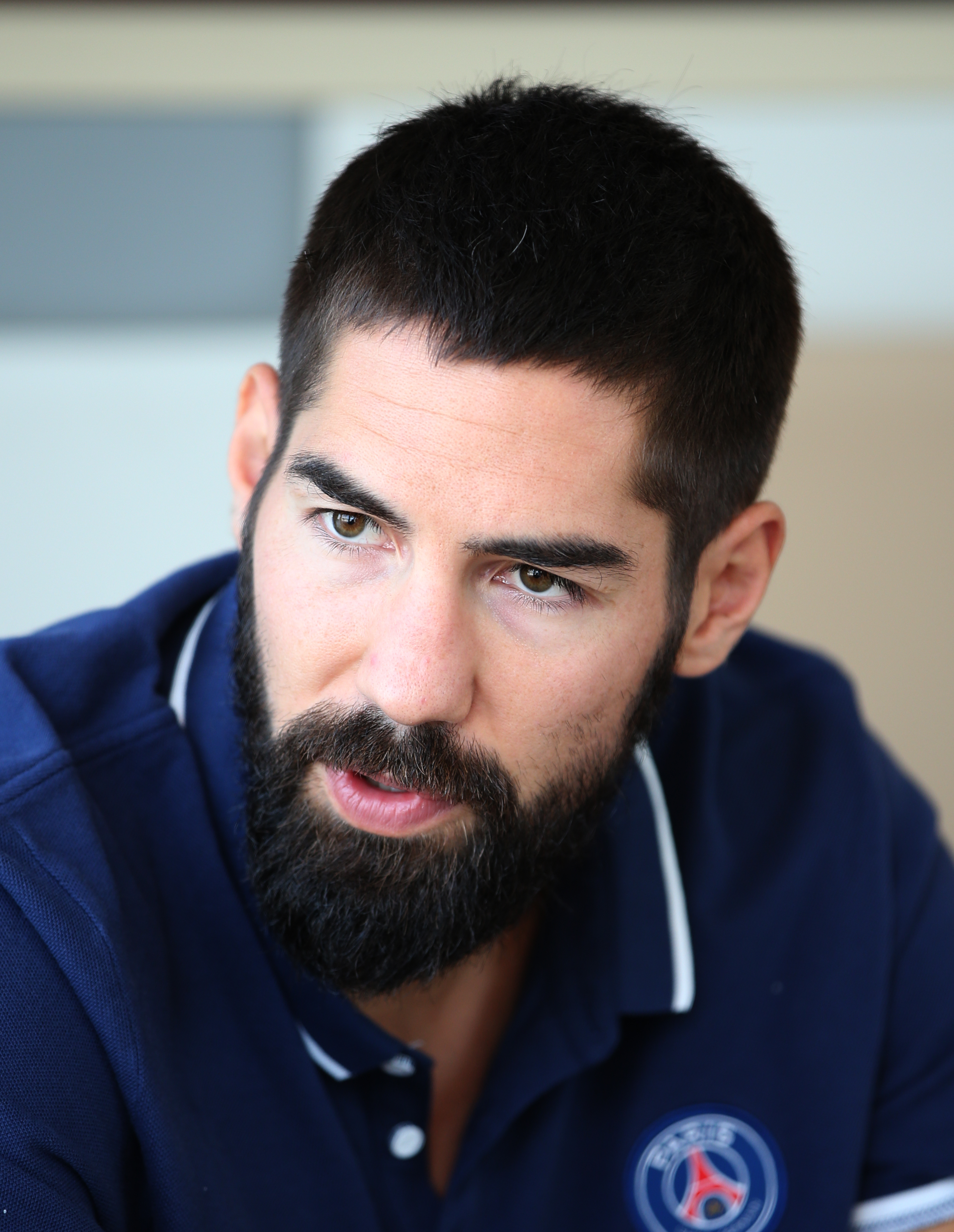
Nikola Karabatić (* 1984)

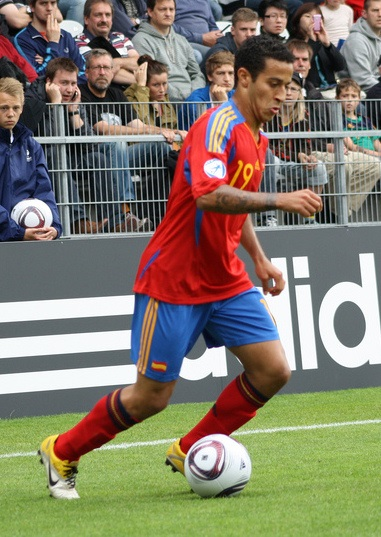
Thiago Alcântara (* 1991)

- 0146 – Septimius Severus, římský císař († 4. února 211)
- 1184 – Vilém z Lüneburku, vládce Lüneburgu z německé dynastie Welfů († 12. prosince 1213)
- 1357 – Jan I. Portugalský, portugalský král († 14. srpna 1433)
- 1492 – Markéta Navarrská, navarrská královna a spisovatelka († 21. prosince 1549)
- 1591 – Bartholomäus Strobel, slezský barokní malíř († ?)
- 1611 – Karel Eusebius z Lichtenštejna, hlava rodu Lichtenštejnů († 5. dubna 1684)
- 1623 – Decio Azzolino, italský kardinál († 8. června 1689)
- 1675 – Camille Le Tellier de Louvois, generální vikář arcidiecéze remešské († 5. listopadu 1718)
- 1749 – Adélaïde Labille-Guiardová, francouzská malířka (†24. dubna 1803)
- 1770 – George Canning, britský státník († 8. srpna 1827)
- 1755 – James Parkinson, britský lékař, který první popsal onemocnění centrální nervové soustavy později označované jako Parkinsonova nemoc († 21. prosince 1824)
- 1767 – Jean-Baptiste Isabey, francouzský malíř († 18. dubna 1855)
- 1804 – Augustin Theiner, katolický církevní historik († 9. srpna 1874)
- 1806 – Pierre Guillaume Frédéric le Play, francouzský ekonom a sociolog († 5. dubna 1882)
- 1813 – Karl Friedrich Jänisch, ruský šachový mistr († 7. března 1872)
- 1802 – Adolphe Hercule de Graslin, francouzský entomolog († 31. května 1882)
- 1806 – Anastasius Grün, rakouský básník a překladatel († 12. září 1876)
- 1810 – Viktor Ivanovič Močulskij, ruský entomolog († 5. června 1871)
- 1825 – Ferdinand Lassalle, německý socialistický politik († 31. srpna 1864)
- 1842 – Edmond Audran, francouzský varhaník a operetní skladatel († 17. srpna 1901)
- 1862
  - William Wallace Campbell, americký astronom († 14. června 1938)
  - Charles Evans Hughes, předseda Nejvyššího soudu USA († 27. srpna 1948)
- 1865 – Mary White Ovingtonová, americká sufražetka († 9. června 1951)
- 1869 – Gustav Vigeland, norský sochař († 12. března 1943)
- 1872 – Aleksander Stavre Drenova, albánský básník († 11. prosince 1947)
- 1880 – Ján Kokinčák, slovenský řeckokatolický kněz a generální vikář († 19. srpna 1965)
- 1886 – Ľudovít Labaj, československý politik, ministr, poslanec a senátor († 12. dubna 1937)
- 1887 – John George Phillips, starší telegrafista na Titanicu († 15. dubna 1912)
- 1890 – Rachele Mussolini, manželka Benita Mussoliniho († 30. října 1979)
- 1900 – Sándor Márai, maďarský spisovatel († 22. února 1989)
- 1902
  - Max Abegglen, švýcarský fotbalista († 1970)
  - Ja'akov Šimšon Šapira, ministr spravedlnosti Izraele († 14. listopadu 1993)
- 1905 – Attila József, maďarský básník († 3. prosince 1937)
- 1908 – Leo Rosten, americký spisovatel a humorista († 19. února 1997)
- 1911 – Zdenko Kalin, slovinský sochař († 11. listopadu 1990)
- 1912 – John Levy, americký jazzový kontrabasista († 20. ledna 2012)
- 1913 – Oleg Cassini, americký módní návrhář († 17. března 2006)
- 1916 – Alberto Ginastera, argentinský hudební skladatel († 25. června 1983)
- 1919 – Albertina Berkenbrocková, brazilská mučednice, blahoslavená († 15. června 1931)
- 1920 – Emilio Colombo, premiér Itálie († 24. června 2013)
- 1926 – Franz Herre, německý historik
- 1927 – Dušan Slobodník, slovenský spisovatel, politik, ministr kultury SR († 13. prosince 2001)
- 1930
  - Jost Hermand, německý literární teoretik († 9. října 2021)
  - Anton Szandor LaVey, zakladatel a velekněz Církve Satanovy († 29. října 1997)
- 1931 – Sergio Sebastiani, italský kardinál
- 1934 – Karl-Josef Rauber, německý kardinál
- 1937 – Bud Brisbois, americký trumpetista († červen 1978)
- 1938 – Kurt Moll, německý operní zpěvák († 5. března 2017)
- 1940
  - Władysław Komar, polský olympijský vítěz ve vrhu koulí, herec a politik († 17. srpna 1998)
  - Thomas Harris, americký spisovatel a scenárista
- 1941 – Frederick Hauck, americký armádní letec a astronaut
- 1942 – Anatolij Berezovoj, letec z povolání, kosmonaut ze Saljutu 7 († 20. září 2014)
- 1947 – Meshach Taylor, americký herec († 28. června 2014)
- 1949 – Stefan Chwin, polský spisovatel, publicista, literární kritik a grafik
- 1950 – Tom Hill, britský hudebník a skladatel
- 1951 – James Patrick Kelly, americký spisovatel
- 1953
  - Andrew Wiles, britský matematik
  - Guy Verhofstadt, premiér Belgie
- 1955 – Piers John Sellers, britsko-americký meteorolog a kosmonaut (†  23. prosince 2016)
- 1956 – Ricky „Sugarfoot“ Wellman, americký bubeník († 23. listopadu 2013)
- 1958
  - Eduard Azarjan, arménský gymnasta a sovětský olympionik
  - Ljudmila Kondraťjevová, sovětská, olympijská vítězka v běhu na 100 metrů
- 1960 – Jeremy Clarkson, britský žurnalista, jeden z moderátorů motoristického pořadu Top Gear
- 1961 – Vincent Gallo, americký herec, režisér, scenárista a hudebník
- 1965 – Irina Livanovová, ruská filmová herečka
- 1966 – Lisa Stansfield, populární britská soulová zpěvačka
- 1968 – Sergej Lukjaněnko, ruský spisovatel
- 1969 – Cerys Matthews, velšská zpěvačka
- 1971 – Oliver Riedel, německý hudebník, člen skupiny Rammstein
- 1974 – Tricia Helfer, kanadská supermodelka a herečka
- 1981 – Alessandra Ambrosiová, brazilská supermodelka
- 1984 – Nikola Karabatić, francouzský házenkář
- 1987 – Joss Stone, anglická soulová zpěvačka
- 1988 – Tomáš Marcinko, slovenský hokejista
- 1991 – Thiago Alcântara, španělský fotbalista
- 1993 – Martin Gernát, slovenský hokejista
- 1994
  - Domen Škofic, slovinský sportovní lezec
  - Duncan Laurence, nizozemský zpěvák, vítěz Eurovision Song Contest 2019
  - Dakota Blue Richards, anglická herečka
- 1997
  - Mario Grman, slovenský hokejista
  - Mélovin, ukrajinský zpěvák a hudební skladatel

## Úmrtí

### Česko

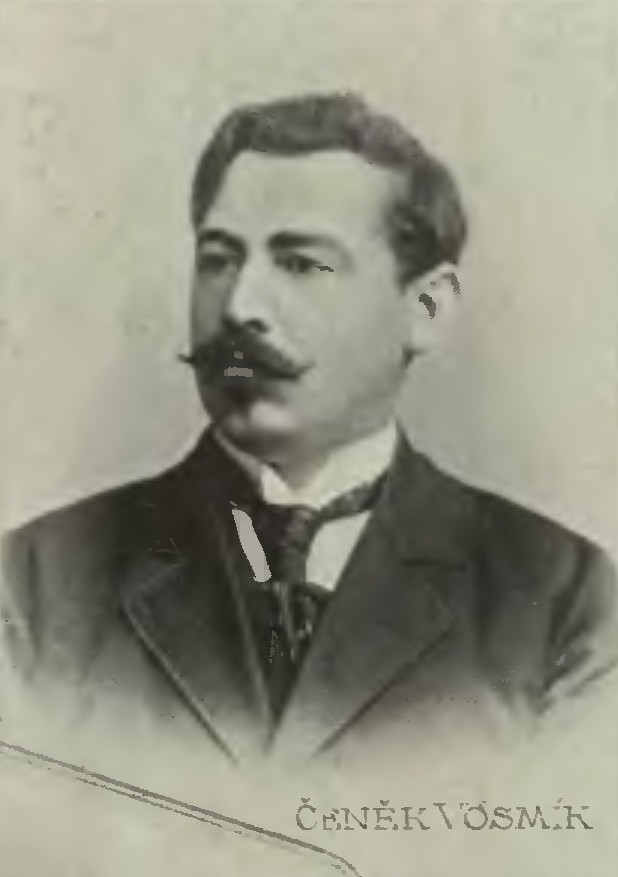
Čeněk Vosmík († 1944)

- 1717 – Avraham ben Ša'ul Broda, talmudista, pražský rabín a roš ješiva (* kolem 1640)
- 1739 – Ondřej Bartečko, slezský františkán a mnich české řádové provincie (* asi 1670)
- 1903 – Václav Vlastimil Hausmann, hudební skladatel a publicista (* 2. ledna 1850)
- 1910 – Josef Erben, statistik (* 24. dubna 1830)
- 1913 – Hermann Hallwich, poslanec Českého zemského sněmu a Říšské rady (* 9. května 1838)
- 1931 – Karel Vávra, herec a divadelní režisér (* 16. května 1884)
- 1933 – Anton Jarolim, odborový předák a politik německé národnosti (* 30. října 1869)
- 1944 – Čeněk Vosmík, sochař (* 5. dubna 1860)
- 1948 – Karel Handzel, autor povídek z ostravského prostředí, překladatel (* 24. října 1885)
- 1968 – Josef Vašica, teolog, filolog, biblista, literární historik (* 30. srpna 1884)
- 1971 – Pavel Strádal, popularizátor vědy, spisovatel a amatérský fotograf (* 31. prosince 1898)
- 1973 – Rudolf Procházka, partyzánský velitel (* 10. dubna 1913)
- 1983 – Lubomír Šlapeta, architekt (* 9. prosince 1908)
- 1986
  - Stanislav Jungwirth, atlet, běžec na středních tratích (* 15. srpna 1930)
  - Josef Růžička, stříbrná olympijská medaile v zápase řecko-římském (* 17. března 1925)
- 1988 – Bohumil Kulínský, sbormistr a hudební pedagog (* 25. srpna 1910)
- 1995
  - Karel Šebek, surrealistický básník a výtvarník (* 3. dubna 1941)
  - František Daniel Merth, katolický kněz a spisovatel (* 18. října 1915)
- 1999 – Radan Rusev, herec (* 13. září 1947)
- 2005 – Jaroslav Šperl, voják a příslušník výsadku Carbon (* 7. listopadu 1919)
- 2007 – Jiří Rulf, básník, prozaik, literární kritik a publicista (* 22. března 1947).
- 2011 – Ladislav Lakomý, herec a divadelní pedagog (* 14. listopadu 1931)
- 2015
  - Karel Pospíšil, filmový a divadelní herec (* 4. ledna 1938)
  - František Bílský, mistr varhanář (* 27. listopadu 1924)
  - Stanislav Balík, právní historik (* 15. února 1928)
- 2023 – Dana Němcová, psycholožka, kritička a disidentka (* 14. ledna 1934)

### Svět
- 0678 – Donus, 78. papež (* ?)

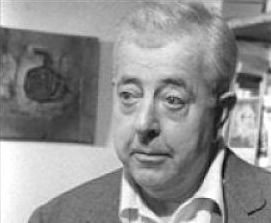
Jacques Prévert († 1977)

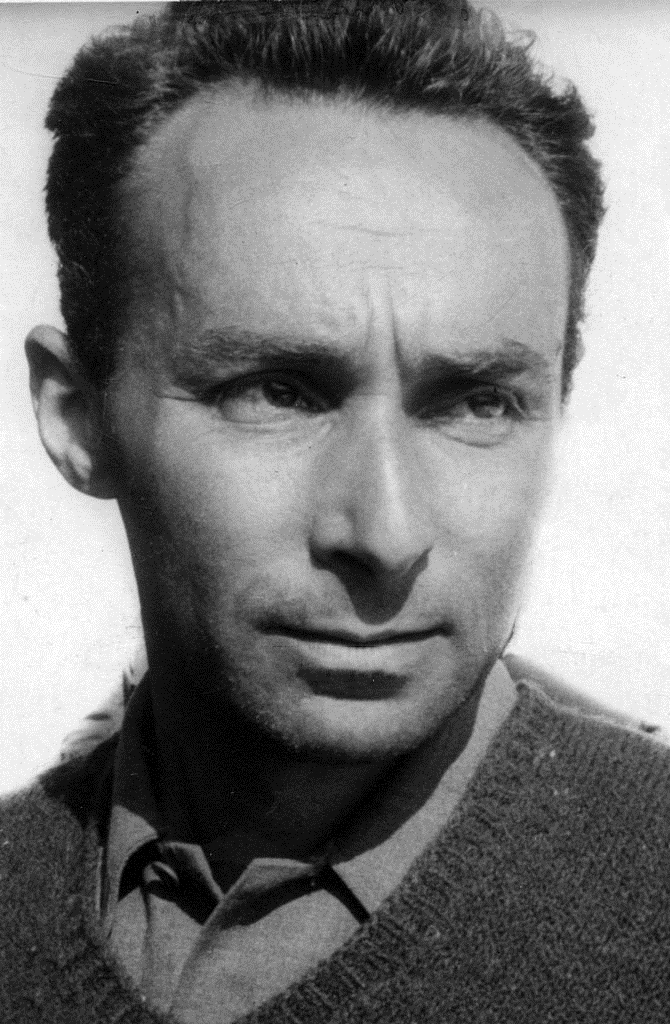
Primo Levi († 1987)

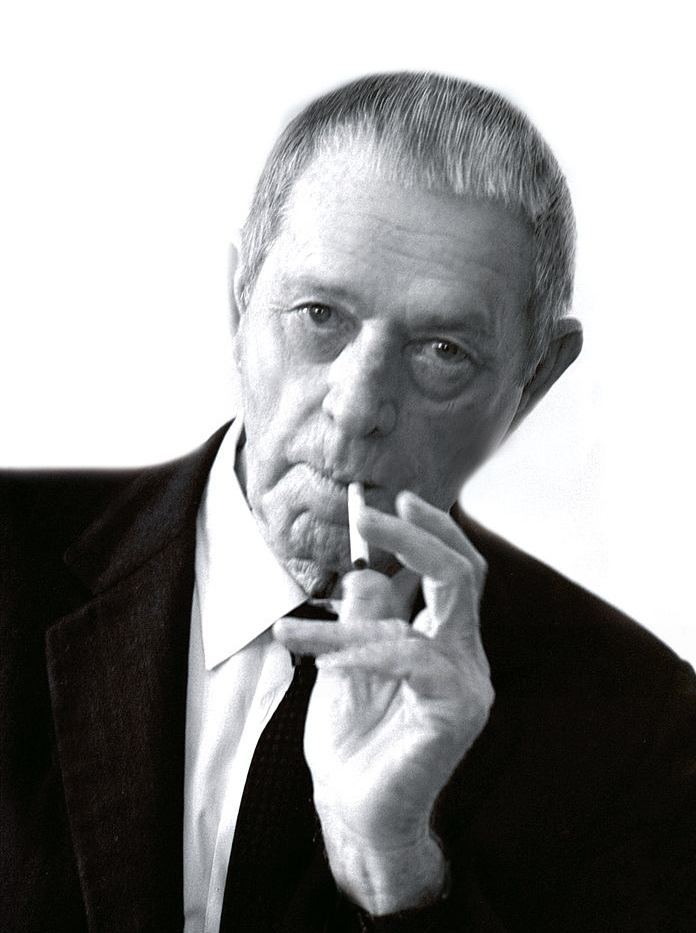
Erskine Caldwell († 1987)

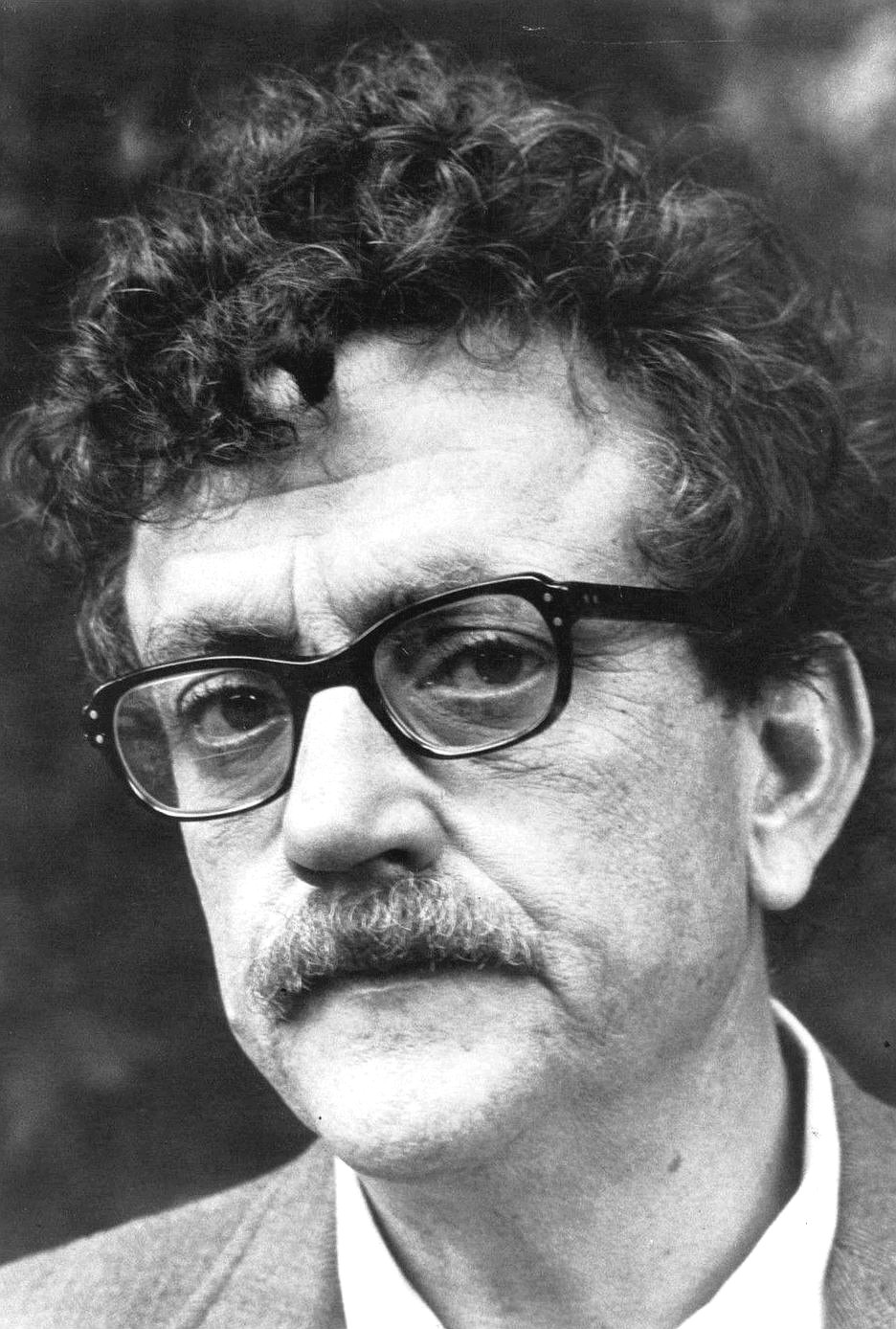
Kurt Vonnegut († 2007)

- 1079 – Sv. Stanislav, polský biskup a mučedník (* kolem 1030)
- 1165 – Štěpán IV. Uherský, uherský vzdorokrál (* 1133)
- 1240 – Llywelyn ap Iorwerth, vládce Walesu (* 1173)
- 1447 – Henry Beaufort, anglický kardinál a biskup ve Winchesteru (* 1374)
- 1489 – Wan An, velký sekretář čínské říše Ming (* 1419)
- 1514 – Donato Bramante, italský architekt a malíř (* 1444)
- 1547 – Dorotea Dánská, dánská princezna a pruská vévodkyně (* 1. srpna 1504)
- 1554 – Thomas Wyatt, anglický povstalec (* 10. září 1521)
- 1578 – Johana Habsburská, toskánská vévodkyně, dcera císaře Ferdinanda I. (* 24. ledna 1547)
- 1607 – Bento de Góis, portugalský misionář a cestovatel (* 1562)
- 1626 – Marin Getaldić, chorvatský matematik a fyzik (* 2. října 1568)
- 1712 – Richard Simon, francouzský katolický kněz, hebraista a orientalista (* 13. května 1638)
- 1744 – Antioch Dmitrijevič Kantemir, ruský básník rumunského původu (* 21. září 1708)
- 1802 – Juraj Papánek, slovenský kněz a historik (* 1. dubna 1738)
- 1807 – Jean-Baptiste Royer, francouzský politik a biskup (* 8. října 1733)
- 1842 – Sándor Kőrösi Csoma, maďarský filolog a orientalista (* 27. března 1784)
- 1850 – Alois Dessauer, německý bankéř (* 21. února 1763)
- 1854 – Karl Adolph von Basedow, německý lékař (* 28. března 1799)
- 1860 – Caroline Vanhove, francouzská herečka (* 10. září 1771)
- 1861 – Alexej Petrovič Jermolov, ruský generál (* 1777)
- 1875 – Heinrich Schwabe, německý astronom (* 25. října 1789)
- 1882 – Joaquim Manuel de Macedo, brazilský spisovatel a politik (* 24. června 1820)
- 1884
  - Jean-Baptiste Dumas, francouzský chemik a politik (* 15. července 1800)
  - Johann Brolich, rakouský právník a politik (* 1805)
- 1890 – Joseph Merrick, sloní muž (* 5. srpna 1862)
- 1892 – Štefan Marko Daxner, slovenský šlechtic, politik, právník, ekonom, publicista, spisovatel a národní buditel (* 1822)
- 1893 – Adolphe Franck, francouzský filozof (* 9. října 1809)
- 1895 – Julius Lothar Meyer, německý chemik (* 19. srpna 1830)
- 1898 – Josip Antonietti, rakouský politik chorvatské národnosti (* 28. října 1832)
- 1903 – Gemma Galganiová, italská křesťanská světice (* 12. března 1878)
- 1906
  - Francis Church, americký vydavatel a novinář (* 22. února 1839)
  - James Anthony Bailey, americký cirkusový ředitel (* 4. července 1847)
- 1908 – Henry Edward Bird, anglický šachový mistr a historik (* 14. července 1830)
- 1911 – Sam Loyd, americký šachista (* 30. ledna 1841)
- 1916 – Scott Joplin, americký skladatel (* ?)
- 1918 – Otto Wagner, rakouský architekt (* 13. července 1841)
- 1921 – Augusta Viktorie Šlesvicko-Holštýnská, poslední německá císařovna a pruská královna (* 22. října 1858)
- 1926 – Luther Burbank, americký botanik a šlechtitel (* 7. března 1849)
- 1942 – Ewald von Lochow, německý generál (* 1. dubna 1855)
- 1953 – Boris Kidrič, první slovinský premiér (* 10. dubna 1912)
- 1957 – Freeman Wills Crofts, britský spisovatel detektivních románů (* 1. června 1879)
- 1972 – Hermann Boehm, německý námořní důstojník (* 18. ledna 1884)
- 1974 – Abraham Robinson, americký matematik (* 1918)
- 1977
  - Jacques Prévert, francouzský básník (* 4. února 1900)
  - Henri-Irénée Marrou, francouzský historik (* 12. listopadu 1904)
- 1983 – Avraham Jofe, izraelský generál a politik (* 25. října 1913)
- 1985
  - John Francis Ahearne, hokejový funkcionář, osmý předseda IIHF (* 24. listopadu 1900)
  - Enver Hodža, albánský komunistický diktátor (* 16. října 1908)
- 1987
  - Erskine Caldwell, americký spisovatel a novinář (* 17. prosince 1903)
  - Primo Levi, italský chemik a spisovatel (* 31. července 1919)
- 1992 – Josip Vidmar, slovinský literární kritik, esejista a politik (* 14. října 1895)
- 2002 – Marion Dönhoffová, německá novinářka a šlechtična (* 2. prosince 1909)
- 2006
  - Proof, americký rapper, člen skupiny D12 a přítel Eminema (* 2. října 1973)
  - Majda Sepe, slovinská zpěvačka (* 2. července 1937)
- 2007 – Kurt Vonnegut, americký spisovatel (* 11. listopadu 1922)
- 2012 – Ahmed Ben Bella, první prezident nezávislého Alžírska (* 25. prosince 1916)
- 2013 – Hilary Koprowski, polský lékař, virolog a imunolog (* 5. prosince 1916)
- 2020
  - John Horton Conway, britský matematik (* 26. prosince 1937)
  - Justus Dahinden, švýcarský architekt (* 18. května 1925)
- 2021 – Colin Baker, velšský fotbalista (* 18. prosince 1934)
- 2023 – Me'ir Šalev, izraelský spisovatel (* 29. července 1931)

## Svátky

### Česko
- Izabela, Isabela
- Areta, Arleta
- Ariel, Ariela
- Lev
- Ratmír
- Socialistický kalendář – Den mezinárodní solidarity osvobozených politických vězňů a bojovníků proti fašismu

### Svět
- Mezinárodní den solidarity osvobozených politických vězňů
- Světový den Parkinsonovy nemoci
- Slovensko: Július
- Kostarika: Juan Santamaria Day
- Egypt: Shan-et-Nissin
- Libérie: Půstní den
- Louie Louie Day

### Liturgický kalendář
- Sv. Stanislav

| 11. duben v pražském KlementinuÚdaje jsou platné k 11. 3. 2025. | 11. duben v pražském KlementinuÚdaje jsou platné k 11. 3. 2025. | 11. duben v pražském KlementinuÚdaje jsou platné k 11. 3. 2025. |
| minimum                                                         | denní průměr                                                    | maximum                                                         |
| --------------------------------------------------------------- | --------------------------------------------------------------- | --------------------------------------------------------------- |
| −4,0 °C (1812)                                                  | 9,2 °C (od 1961)                                                | 23,3 °C (2009)                                                  |